# 小菅亜由美
小菅 亜由美（こすげ あゆみ、1983年8月10日 - ）は、日本の陸上競技選手。専門は七種競技。中学時代から日本のトップ選手として活躍。2005年日本ランキングは中田有紀、安田地中海に次ぐ3位。

## チーム遍歴
- 中之条町立中之条中学校
- 群馬県立高崎女子高等学校
- 東京女子体育大学体育学科

## 経歴
- 1997年、群馬県中学記録会三種競技Aで中学2年生日本歴代最高記録となる3,141点をマークする。全日本中学選手権では三種競技Aに2年生ながら3088点をマークし優勝の快挙。群馬県中学校混成記録会では三種競技Bでも中学2年生日本歴代3位となる3144点を記録。
- 1998年、全日本中学校通信大会で三種競技A3211点（中学歴代3位）・三種競技B3211点で2冠。全日本中学選手権は万全の体調ではなかったが、後に走り幅跳びで日本高校新記録を樹立する桝見咲智子（現福岡大学体育学部）らと接戦を演じ、三種競技Aで3位・三種競技Bで準優勝。
- 1999年、全国高校選手権で七種競技に出場。高校1年生日本歴代2位となる4,702点の高得点で4位。
- 2000年、全国高校選手権で4,799点をマークし優勝。日本ジュニア選手権でやり投に出場し48m84で準優勝。国民体育大会では少年女子やり投げに47m28で優勝。さらに関東高校選抜新人大会では50m21の大会新記録をマークして優勝。
- 2001年、シーズン序盤にやり投げで高校歴代2位となる51m21の快記録をマーク。この年から七種競技がインターハイ競技に採用され、小管は初代女王が期待されたが、群馬県予選で足首を負傷。故障が尾を引き、インターハイでは出場を見合わせた。また、やり投げには故障を押して出場するも右ひじの状態が悪くまさかの予選落ち。
- 2002年、東京女子体育大学体育学部に進学。
- 2005年、関東インカレで5,358点の好記録で日本体育大学の横田美帆を振り切り優勝。日本インカレでは準優勝。アジア選手権の代表選考では次点。日本グランプリシリーズの群馬リレーカーニバルに招待選手として出場。